# Francesco Paolo Finocchiaro
Francesco Paolo Finocchiaro (Randazzo, 15 marzo 1868 – Taormina, 26 aprile 1947) è stato un pittore italiano.

## Biografia
Formazione presso l'Istituto di Belle Arti di Napoli, sotto la direzione di Domenico Morelli, cui segue una permanenza di cinque anni a Roma, durante la quale si sostenne dipingendo ritratti. Viaggiò per qualche tempo a Ferrara e Parigi, durante il soggiorno nella città emiliana si accostò alla pittura di Giovanni Boldini, lasciando diverse opere, tra cui alcuni ritratti.
Negli anni a cavallo il XX secolo si trasferì negli Stati Uniti ove sposò Florence Angel Manson nel 1902. Il loro unico figlio morì prematuramente.
Al rientro in Italia a Roma in via Margutta, a Randazzo ove fu nominato commendatore. Dal 1930 si stabilì a Taormina, dove acquistò e gestì fino alla fine dei suoi giorni un albergo. Morì il 26 aprile 1947.

## Opere
I suoi dipinti furono numerosi, sparsi in varie città d'Italia (Napoli, Roma, Ferrara) e in America:
- 1886, Un nuovo Fra Melitone, prima opera giovanile, dipinto acquistato dal re Umberto I di Savoia.
- 1892, Battesimo di Gesù, dipinto su tela ispirato al soggetto omonimo di Carlo Maratta della basilica di Santa Maria degli Angeli e dei Martiri di Roma (già documentato nella basilica di San Pietro in Vaticano e da qui trasferito per motivi conservativi), opera custodita nella basilica di San Pietro di Riposto.
- 1892 - 1894, Battesimo di Gesù, dipinto su tela ispirato al soggetto omonimo di Prospero Piatti della cattedrale di San Giorgio Martire di Ferrara, opera custodita nella basilica di Santa Maria Assunta di Randazzo.
- XIX secolo, Ritratti del conte Galeazzo Massari e del duca Fioravanti, oggi al Museo di Arte Moderna di Palazzo Massari a Ferrara.
- ?, Madonna in trono, dipinto su tela, ispirato al quadro omonimo del viterbese Pietro Vanni, opera custodita nella basilica di Santa Maria Assunta di Randazzo.
- ?, Morte di San Giuseppe, dipinto su tela, opera custodita nella chiesa di San Michele Arcangelo ai Minoriti di Catania.
- ?, Resurrezione di Lazzaro, ispirato all'omonimo quadro di Onofrio Gabrieli, opera custodita nella chiesa di San Martino di Randazzo.
- XX secolo, Ritratti, tra cui quelli di Enrico Caruso, di Theodore e Eleanor Roosevelt, dell'ambasciatore italiano in USA Edmondo Mayor des Planches.
- ?, Pastorello, tavola, opera custodita nel palazzo comunale di Randazzo.
- ?, San Francesco di Paola.
- ?, Trasfigurazione, dipinto distrutto durante gli attacchi aerei del 1943, opera documentata nella chiesa di San Francesco di Paola di Randazzo.
- ?, Madonna, quadro esposto a Monaco di Baviera e successivamente nello studio di New York.
- 1910, Cabeza de niño, dipinto presentato all'Esposizione Internazionale di Buenos Aires.